# جزر تروبرياند

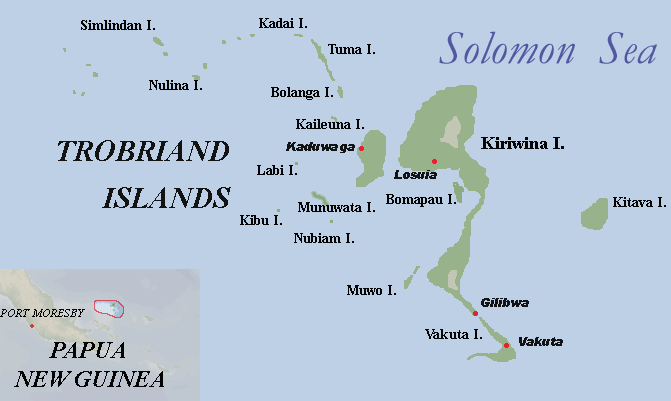

جزر تروبرياند هي أرخبيل 450 كيلومترا مربعا (174 ميلا مربعا) من الجزر المرجانية قبالة الساحل الشرقي من غينيا الجديدة. هم جزء من دولة بابوا غينيا الجديدة و هي في محافظة ميلن باي. ويعيش معظم السكان الأصليين وهم 12,000 في جزيرة كيريوينا الرئيسية، التي هي أيضا موقع المركز الحكومي لوسويا. الجزر الرئيسية الأخرى في المجموعة هي كايليونا، فاكوتا، و كيتافا. وتعتبر هذه المجموعة منطقة إيكولوجية من الغابات الاستوائية المطيرة الهامة والتي تحتاج إلى حفظ.

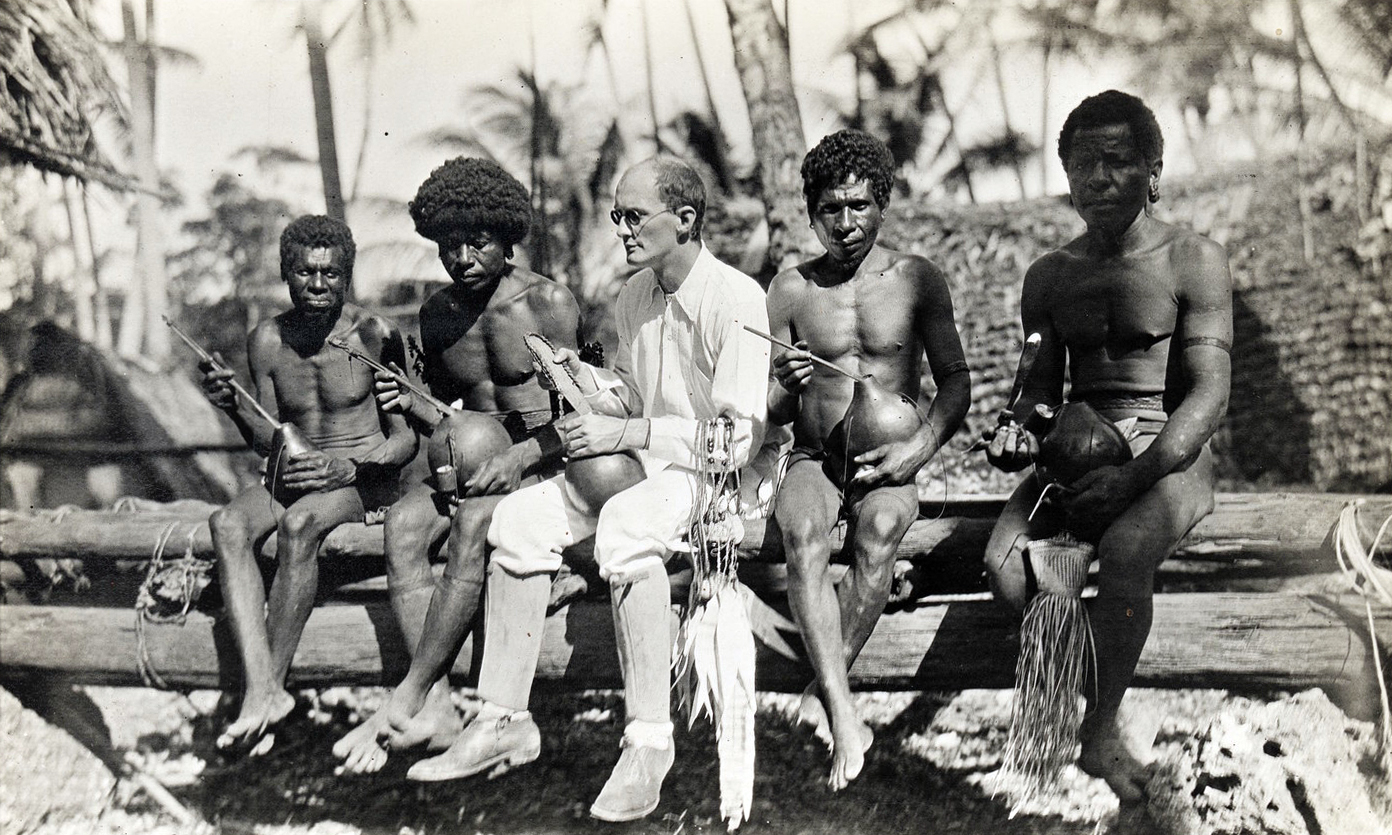
برونسيلاف مالينوفسكي في تروبرياند

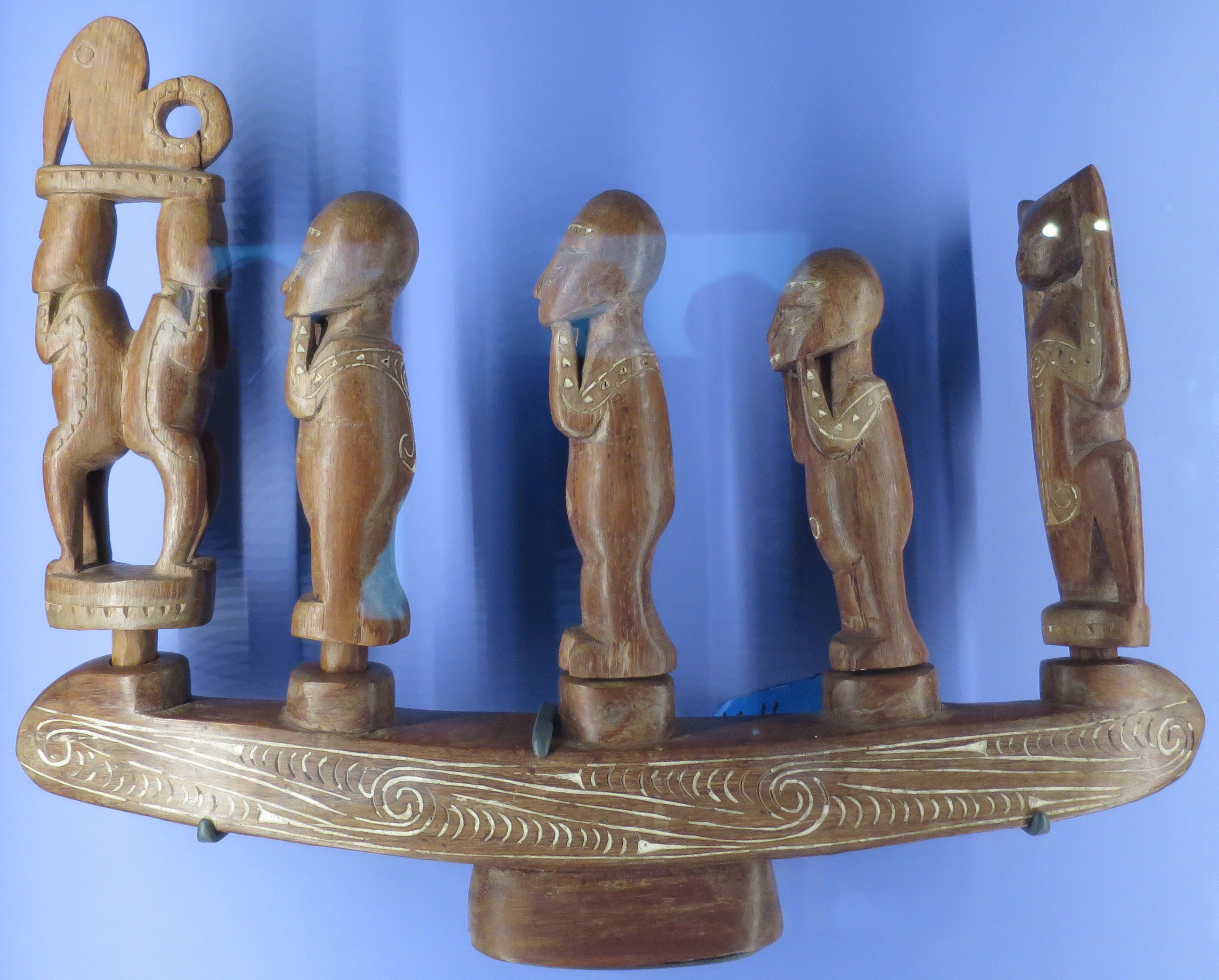
قارب الروح، كيريوينا, جزر تروبرياند (الخشب والجير الأبيض)